# Anisia serotina
Anisia serotina là một loài ruồi trong họ Tachinidae.